# Розширення Галуа
Розширення Галуа — алгебричне розширення {\displaystyle E/K}, що є нормальним і сепарабельним, тобто алгебричне розширення, для якого нерухоме поле групи автоморфізмів {\displaystyle \operatorname {Aut} (E/K)} збігається з {\displaystyle K}.
Важливість розширень Галуа полягає в тому, що для них існує група Галуа, й тому виконується основна теорема теорії Галуа.

## Пов'язані визначення
Група автоморфізмів факторгрупи {\displaystyle E/K} — це підгрупа групи {\displaystyle \operatorname {Aut} E}, яка складається з тих автоморфізмів групи {\displaystyle E}, що переводять елементи підмножини {\displaystyle K} в себе.
Позначається {\displaystyle \operatorname {Aut} (E/K)}.
Для розширення Галуа, група автоморфізмів називається групою Галуа та позначається {\displaystyle \operatorname {Gal} (E/K)} чи {\displaystyle \operatorname {G} (E/K)}.
Якщо група {\displaystyle \operatorname {Gal} (E/K)} є абелевою, циклічною тощо, то розширення Галуа називається відповідно абелевим, циклічним тощо.

## Властивості
- За цих умов {\displaystyle E} матиме найбільшу кількість автоморфізмів над {\displaystyle K}, якщо {\displaystyle E} — скінченне розширення:

{\displaystyle |\!\operatorname {Aut} (E/K)|=[E:K]} кількість автоморфізмів дорівнює степеню розширення.
- {\displaystyle E} — поле розкладу многочлена з коефіцієнтами з {\displaystyle K}.

Іноді розглядають групу Галуа для розширення {\displaystyle E}, яке є сепарабельним, але необов'язково нормальним. В цьому випадку під групою Галуа {\displaystyle E/K} розуміють групу {\displaystyle \operatorname {Gal} (M/K)}, де {\displaystyle M} — нормальне замикання {\displaystyle K}, що містить {\displaystyle E} (у скінченному випадку, коли сепарабельне розширення є простим {\displaystyle E=K(\alpha )} для деякого α, що є коренем незвідного многочлена {\displaystyle f(x)}  над {\displaystyle K}. {\displaystyle M} є полем розкладу цього многочлена).